# AmaZulu FC (Jihoafrická republika)
AmaZulu Football Club je fotbalový klub z Jihoafrické republiky, který působí v Premier Soccer League. Klub byl založen v roce 1932 a svoje domácí utkání hraje na stadionu Moses Mabhida Stadium s kapacitou 54 000 diváků.